# Noches de Moscú
«Noches de Moscú» o «Medianoche en Moscú» es una canción rusa, y una de las más conocidas fuera de su territorio.

## Historia
La canción fue creada como Leningrádskie Vecherá (Noches de Leningrado) por el compositor Vasili Soloviov-Sedói con la letra de Mijaíl Matusovski en 1955 (cuando ambos tenían carreras bien establecidas). Pero a requerimiento del Ministerio de Cultura Soviético, fue transformada en Podmoskóvnye Vecherá (Подмосковные вечера, que quiere decir  "Noches en la óblast de Moscú" o cercanías de Moscú) con los correspondientes cambios en la letra.
Podmoskóvnye Vecherá grabada por Vladímir Troshin, un actor joven del Teatro de Arte de Moscú, para el documental Dni Spartakiady (1956) acerca de las competiciones atléticas de la RSFSR en las cercanías de Moscú. Suena en una secuencia donde los participantes de la competición se toman un descanso con el paisaje de las cercanías de Moscú como fondo. Fue solo una pequeña secuencia en el contexto de la película, pero la canción ganó mucha celebridad gracias a la radio.
En 1957, la canción ganó el concurso de canción internacional y el primer premio en el VI Festival Mundial de la Juventud y los Estudiantes celebrado en Moscú, para la sorpresa de sus creadores. La canción se lanzó alrededor del mundo, teniendo una particular popularidad en la República Popular China; la ejecución de la melodía en piano de Van Cliburn contribuyó a ese lanzamiento internacional.
En la Unión Soviética, la melodía ha sido tocada cada 30 minutos desde 1964 en la emisora de radio de música y noticias Mayak. El servicio de 24 horas en inglés de la emisora internacional rusa Radio Moscú tocó desde 1978 una versión instrumental de "Noches de Moscú" una vez por hora, entre la información para los oyentes de los cambios de frecuencia y el noticiario.
El grupo británico de jazz,  Kenny Ball y su Jazzmen, tuvo su éxito con la canción en 1961 bajo el título Media noche en Moscú, y una película los muestra tocando en un concierto en Moscú. Esta versión alcanzó su punto más alto como el número 2 en Estados Unidos de la lista del Billboard Hot 100 a principios de 1962; en marzo de ese año, se mantuvo como el número uno en las listas de  Easy Listening americanos.
El trío folklorista Los Mexicanos hizo una versión que popularizaron en su país, México y Latinoamérica.
El cantante de pop ruso Vitas grabó una versión de la canción con su registro de  contratenor. La cantó en varios festivales chinos antes de su liberación en Obras Maestras del Tercer milenio, liberada el 25 de noviembre de 2010.

## Letra
| Ruso | Transliteración | Español |
| --- | --- | --- |
| Не слышны в саду даже шорохи, Всё здесь замерло до утра. Eсли б знали вы, как мне дороги Подмосковные вечера. Речка движется и не движется, Вся из лунного серебра. Песня слышится и не слышится В эти тихие вечера. Что ж ты, милая, смотришь искоса, Низко голову наклоня? Трудно высказать и не высказать Всё, что на сердце у меня. А рассвет уже всё заметнее. Так, пожалуйста, будь добра. Не забудь и ты эти летние Подмосковные вечера. | Nye slyshny vsadu dazhe shoraji Vso zdies’ zamierla da utra Yesli vznali vy, kak mnye doragi Padmaskovniye viechera Riechka dvizhetsa i nye dvizhetsa Vsia iz lunava sieriebra Piezña slyshitsa, i nye slyshitsa V eti tijiye viechera Chto zh ty milaya smotrish iskasa Nizka golavu naklaña? Trudna vyskazat’ i nye vyskazat Vsio chto na sertsie u mieña A rasvet uzhe vsio zamietnieye Tak pazhalusta, bud’ dabra Nye zabud’ i ty eti lietniye Padmaskovniye viechera | Ni siquiera un ruido se oye en el jardín, todo está tranquilo hasta el amanecer. Si sólo supieras cómo son queridas por mí estas noches tranquilas de Moscú... El río ondula y se queda quieto, todo de luna plateada. Se oye una canción y luego desaparece, en estas noches apacibles. ¿Por qué, querida, miras con desconfianza, con la cabeza baja? Es difícil expresar y también callar todo lo que siente mi corazón. Pero al amanecer todo se aclara. Así que, por favor, tampoco tú olvides estas noches de Moscú, estas noches de verano de Moscú. |